# Microcerotermes septentrionalis
Microcerotermes septentrionalis är en termitart som beskrevs av Light 1933. Microcerotermes septentrionalis ingår i släktet Microcerotermes och familjen Termitidae. Inga underarter finns listade i Catalogue of Life.